# Sirdal
Sirdal és un municipi situat al comtat d'Agder, Noruega. Té 1.832 habitants (2016) i té una superfície de 1.555 km². El centre administratiu del municipi és el poble de Tonstad.